# John Petrucci
John Peter Petrucci (Kings Park, 12 luglio 1967) è un chitarrista e produttore discografico statunitense.
È conosciuto principalmente per essere il chitarrista nonché uno dei membri fondatori dei Dream Theater: autore di gran parte dei brani, a partire da Falling into Infinity si occupa anche dei cori. Dal 1999, insieme al batterista Mike Portnoy, è divenuto anche il produttore di tutte le pubblicazioni del gruppo.
Ha inoltre partecipato per sette volte al tour dei G3, diventando colui che ha affiancato più volte Joe Satriani e Steve Vai.

## Biografia
Nato da una famiglia italo-americana a Long Island, New York, Petrucci iniziò a suonare la chitarra all'età di 8 anni, ma presto la abbandonò perdendo interesse per lo strumento, finché, compiuti i 12 anni, venne introdotto in un gruppo dal suo amico Kevin Moore, futuro primo tastierista dei Dream Theater. Da questo momento Petrucci cominciò ad esercitarsi seriamente iniziando da autodidatta e sviluppando le sue capacità imitando i suoi idoli come Yngwie Malmsteen, Steve Morse, Steve Vai, Allan Holdsworth, Al Di Meola e Alex Lifeson.
Durante l'adolescenza frequentò per due anni la Berklee College of Music in Massachusetts insieme al suo amico d'infanzia e bassista John Myung: insieme conobbero il batterista Mike Portnoy, con il quale fondarono nel 1985 i Majesty, successivamente divenuti Dream Theater.
Oltre all'attività con i Dream Theater, durante la sua carriera Petrucci apparve anche in alcuni side-project come gli Explorers Club e i Liquid Tension Experiment, quest'ultimo composto anche da Portnoy e dal futuro terzo tastierista dei Dream Theater, Jordan Rudess. Nel 2000 viene pubblicato attraverso la propria etichetta discografica, la Sound Mind Music, l'album dal vivo An Evening with John Petrucci & Jordan Rudess, realizzato con Rudess e contenente il concerto registrato il 10 giugno 2000 all'Helen Hayes Performing Arts Center di Nyack. Nella riedizione dell'album, distribuita nel 2004 dalla Favored Nations, è presente anche una reinterpretazione di State of Grace, brano originariamente registrato dai Liquid Tension Experiment ed inserito nel loro album di debutto.
Il 1º marzo 2005 Petrucci pubblicò il suo primo album da solista Suspended Animation, composto nei pochi ritagli di tempo che gli sono stati concessi per via del suo costante impegno con i Dream Theater e altri progetti paralleli: alcuni brani dell'album infatti risalgono a circa quattro anni prima, quando vennero eseguiti durante la sua partecipazione al progetto G3.
A partire dal disco Awake utilizza regolarmente una chitarra a sette corde, alternandola alla classica chitarra con sei corde. A partire da Train of Thought è diventato frequente l'uso di accordature differenti da quella standard, a partire dalla comune Drop D (il Mi basso viene abbassato di un tono) o la D Standard (tutta la chitarra è abbassata di un tono). Petrucci è stato a lungo endorser Ibanez, la quale aveva sviluppato per lui la "JPM100 John Petrucci Model", famosa per il suo disegno variopinto in stile picassiano. Nel 1999 firmò un contratto con la Music Man, con la quale ha creato il modello John Petrucci Signature, sia 6 che 7 corde, con o senza piezo. Nel 2014 viene creato un nuovo modello signature di Petrucci prodotto sempre dalla Music Man: la Music Man Majesty.

## Vita privata
È sposato dal 1993 con Rena Sands, chitarrista delle Meanstreak, gruppo del quale hanno fatto parte anche Lisa Martens Pace e Marlene Portnoy, mogli rispettivamente di John Myung e Mike Portnoy.

## Discografia

### Da solista
- 2000 – An Evening with John Petrucci & Jordan Rudess (con Jordan Rudess)
- 2005 – Suspended Animation
- 2005 – G3: Live in Tokyo (con Joe Satriani e Steve Vai)
- 2007 – G3: Live in New York (con Joe Satriani e Paul Gilbert)
- 2020 – Terminal Velocity

### Con i Liquid Tension Experiment
- 1998 – Liquid Tension Experiment
- 1999 – Liquid Tension Experiment 2
- 2021 – Liquid Tension Experiment 3

### Collaborazioni
- 1996 – Working Man – Tribute to Rush
- 1997 – Dragon Attack: A Tribute to Queen
- 2001 – Jordan Rudess – Feeding the Wheel
- 2001 – Sebastian Bach – Bach 2: Basics
- 2019 – Jordan Rudess – Wired for Madness